# Élections municipales de 2003 dans le Nord-du-Québec
Les élections municipales québécoises de 2003 se déroulent le 2 novembre 2003. Elles permettent d'élire les maires et les conseillers de chacune des municipalités locales du Québec, ainsi que les préfets de quelques municipalités régionales de comté.

## Nord-du-Québec

### Chibougamau
| Poste/District                                                | Élu               | Type d'élection |
| ------------------------------------------------------------- | ----------------- | --------------- |
| Maire                                                         | Donald Bubar      | Scrutin         |
| 1                                                             | André Naud        | Sans opposition |
| 2                                                             | Jean-Eudes Bolduc | Sans opposition |
| 3                                                             | Marielle Boudreau | Scrutin         |
| 4                                                             | Serge Drolet      | Scrutin         |
| 5                                                             | Pascale Vézina    | Sans opposition |
| 6                                                             | Gilles Moreau     | Scrutin         |
| Électeurs : 5 733 Votants : 2 712 Taux de participation: 47 % |                   |                 |